# Michael Ngadeu-Ngadjui
Michael Ngadeu-Ngadjui, född 23 november 1990, är en kamerunsk fotbollsspelare som spelar för Beijing Guoan.

## Klubbkarriär

### Tidig karriär
Ngadeu-Ngadjui är född i Bafang och hans första fotbollsklubb är Diables Rouges Maroua. Inför säsongen 2007/2008 gick Ngadeu-Ngadjui till Canon Yaoundé. 2010 åkte han till Tyskland för studier och i oktober 2010 började han spela fotboll i amatörklubben Kirchhörder SC. Därefter spelade Ngadeu-Ngadjui för SV Sandhausens reservlag och 1. FC Nürnbergs reservlag.

### Botoșani
Inför säsongen 2014/2015 värvades Ngadeu-Ngadjui av rumänska Botoșani, där han skrev på ett treårskontrakt. Ngadeu-Ngadjui debuterade i Liga I den 27 juli 2014 i en 0–3-förlust mot Gaz Metan Mediaș, där han i andra halvlek fick rött kort. Under säsongen 2014/2015 spelade Ngadeu-Ngadjui totalt 28 ligamatcher och gjorde ett mål. Säsongen 2015/2016 spelade han 25 ligamatcher och gjorde sex mål. Under 2016 var Ngadeu-Ngadjui även lagkapten för klubben.

### Slavia Prag
Den 31 maj 2016 värvades Ngadeu-Ngadjui av tjeckiska Slavia Prag, där han skrev på ett treårskontrakt. Ngadeu-Ngadjui debuterade den 14 juli 2016 i en 1–3-förlust mot FCI Levadia i Europa League. Den 25 februari 2017 gjorde han ett hattrick efter att ha blivit inbytt i andra halvlek i en 8–1-vinst över Příbram. Säsongen 2016/2017 blev Slavia Prag ligamästare och Ngadeu-Ngadjui spelade totalt 27 ligamatcher samt gjorde sex mål.
Säsongen 2017/2018 blev Slavia Prag cupmästare och i ligan spelade Ngadeu-Ngadjui 20 matcher och gjorde ett mål. Säsongen 2018/2019 spelade han 29 ligamatcher och hjälpte Slavia Prag att bli både liga- och cupmästare. Det var klubbens första dubbel sedan 1942. Vid slutet av säsongen blev Ngadeu-Ngadjui utnämnd till tjeckiska högstaligans bästa försvarare.

### Gent
I juli 2019 värvades Ngadeu-Ngadjui av belgiska Gent, där han skrev på ett fyraårskontrakt. Ngadeu-Ngadjui debuterade i Jupiler League den 28 juli 2019 i en 1–1-match mot Sporting Charleroi, där han även gjorde ett mål.

### Beijing Guoan
Den 30 mars 2023 värvades Ngadeu-Ngadjui av kinesiska Beijing Guoan, där han skrev på ett tvåårskontrakt.

## Landslagskarriär
Ngadeu-Ngadjui debuterade för Kameruns landslag den 3 september 2016 i en 2–0-vinst över Gambia. Han var en del av Kameruns trupp vid Afrikanska mästerskapet 2017 och gjorde det avgörande 2–1-målet i en match mot Guinea-Bissau i gruppspelet. Ngadeu-Ngadjui gjorde även ett mål i en 2–0-vinst över Ghana i semifinalen. Slutligen var han med och vann titeln efter att Kamerun besegrat Egypten med 2–1 i finalen.
Under 2017 var Ngadeu-Ngadjui även uttagen i Kameruns trupp till Fifa Confederations Cup 2017, där Kamerun blev utslagna i gruppspelet. I september 2018 blev han utsedd till Kameruns lagkapten av nya förbundskaptenen Clarence Seedorf i en kvalmatch till Afrikanska mästerskapet 2019 mot Komorerna. Vid Afrikanska mästerskapet 2019 var Ngadeu-Ngadjui en del av Kameruns trupp som inte lyckades försvara sin titel, då de blev utslagna i åttondelsfinalen efter en 2–3-förlust mot Nigeria.
I december 2021 blev Ngadeu-Ngadjui uttagen i Kameruns trupp till Afrikanska mästerskapet 2021.

## Meriter

### Klubblag
Slavia Prag
- Tjeckiska högstaligan: 2016/2017, 2018/2019
- Tjeckiska cupen: 2017/2018, 2018/2019

Gent
- Belgiska cupen: 2021/2022

### Landslag
Kamerun
- Afrikanska mästerskapet: 2017